# Valicha
Valicha est le titre d'une chanson péruvienne de genre huayno dont l'abréviation quechua vient du nom espagnol Valeriana. Son rythme, sa danse et ses costumes identifient le Pérou à l'échelle nationale et internationale. C'est le plus traditionnel et populaire des Huaynos, considéré par les habitants de Cusco comme le second hymne de la ville. La composition de ce thème fut créée en l'honneur d'une femme très populaire de Cusco. Sa musique est festive et les paroles parlent de cette femme, plus belle d'année en année et qui était élue pour être la Ñusta, la princesse de la fête du Soleil ou Inti Raymi.
Cette chanson est écrite en 1945 par le professeur, journaliste et musicien péruvien Miguel Ángel Hurtado Delgado. Plus tard, son frère Evencio Hurtado adaptera les paroles au quechua, qui est ainsi devenu connu, en particulier à partir du concours folklorique régional de 1945, où Evencio a participé et a remporté le premier prix.
Miguel Ángel Hurtado  est décédé en 1953, à l'âge de 31 ans, immortalisant son œuvre musicale, qui fait la fierté des habitants de Cusco.
Ce huayno est rapidement devenu l'un des plus populaires et devient un standard de la musique péruvienne et continue à être interprété par divers artistes nationaux et internationaux.